# Bruinvoorhoofdspecht
De bruinvoorhoofdspecht (Dendrocoptes auriceps synoniem: Dendrocopos auriceps) is een vogel uit de familie Picidae (Spechten).

## Verspreiding en leefgebied
Deze soort komt voor van noordoostelijk Afghanistan tot centraal Nepal.

## Status
De grootte van de populatie is niet gekwantificeerd maar de soort wordt omschreven als plaatselijk algemeen. Op de Rode lijst van de IUCN heeft deze soort de status niet bedreigd.